# Benedetto Cairoli
Benedetto Cairoli (28. února 1825 Pavia – 8. srpna 1889 Capodimonte u Neapole) byl italský politik, trojnásobný premiér (1878, 1879 a 1880-1881), dvojnásobný ministr zahraničních věcí (1879 a 1880-1881).
V mládí patřil do organizace Mladá Itálie, roku 1848 bojoval jako dobrovolník ve válce s Rakouskem. Byl členem risorgimenta, po nepokojích v Miláně 1853 odjel do Švýcarska a v roce 1854 emigroval do Piemontu, kde se seznámil s Garibaldim. V roce 1860 se zúčastnil expedice tisíce na Sicílii. Roku 1861 se stal poslancem italského parlamentu jako jeden z hlavních reprezentantů umírněné levice – byl spojen s Garibaldim a zároveň vyhlásil loajalitu k savojské dynastii. V roce 1866 jako dobrovolník bojoval v prusko-rakouské válce, roku 1878 zastával funkci premiéra, pak v roce 1879 a 1880-1881 současně premiéra a ministra zahraničních věcí. Rozhodl o nevměšování Itálie do koloniální politiky evropských mocností v Africe, což spolu s absencí reakce na vojenskou akci Francie v Tunisku vedlo k pádu jeho vlády.
V boji za nezávislost Itálie bojovali a padli jeho čtyři bratři: Luigi Ernesto, Enrico a Giovanni.